# 9-Metilantraceno
9-Metilantraceno é o composto orgânico aromático de fórmula C15H12, SMILES CC1=C2C=CC=CC2=CC3=CC=CC=C13 e massa molecular 192,26. É o derivado metilado na posição 9 do antraceno. Apresenta ponto de fusão 78-81 °C, ponto de ebulição 196-197 °C a 12 mmHg, densidade 1,066 g/mL a 25 °C e ponto de fulgor 196-197°C/12mm. É classificado com o número CAS 779-02-2, número de registro Beilstein 1907463, número EC 212-299-7, número MDL MFCD00001261, PubChem Substance ID 24884155, CBNumber CB8486437 e MOL File 779-02-2.mol.
Apresenta fluorescência em determinados solventes orgânicos, dependente da viscosidade e temperatura.
Apresenta oxidação por peroxidissulfato em presença de acetonitrila e ácido acético ou água, com reações de substituição nucleofílica resultando no composto dimérico lepidopterno.
Pode ser preparado a partir do anidrido ftálico, assim como o 1,2-bezantraceno.